# Chiesa di Santa Marta (Mergozzo)
La chiesa di Santa Marta è un antico edificio religioso situato a Mergozzo in provincia del Verbano-Cusio-Ossola e diocesi di Novara.
Il piccolo edificio sorge all'interno del centro abitato, affacciato sulla strada principale diretta al lago e circondato da edifici di epoca molto più recente.
La posizione poco distante dalla chiesa parrocchiale di Santa Maria Assunta, antica chiesa pievana, e la presenza in passato di un complesso assistenziale fa supporre che la destinazione principale della cappella fosse quella di offrire rifugio ai viandanti che non quella di luogo di culto, questo può essere in parte confermato dalla dedicazione originaria ai santi Quirico e Giulitta, protettori dei viandanti.
La dedicazione venne modificata nel 1603 quando l'edificio divenne sede della Confraternita dei Disciplinati di Santa Marta a cui è dedicato l'affresco nella lunetta del portale laterale.
La chiesina ha una sola navata, pianta rettangolare con abside semicircolare, la muratura è costituita da blocchi ben squadrati, lavorazione e disposizione mostrano un'elevata qualità tecnica confermata dagli elementi architettonici e scultorei, gli archetti pensili su tutto il perimetro sono ricavati da un blocco unico di pietra e i peducci sono decorati con figure geometriche e antropomorfe.
La struttura segue la pendenza del terreno, nella semplice facciata a capanna si trova, fuori asse e inquadrato nei contrafforti della facciata, un piccolo portale con un architrave in granito e un archivolto con blocchi trapezoidali a raggiera, la facciata ha una fascia marcapiano, nella parte superiore si trova un'apertura a croce sovrastata da un piccolo campanile a vela.
Le aperture sul lato meridionale e nell'abside sono monofore a doppia strombatura, gli archivolti sono realizzati con pietre a forma di cuneo. Successiva è invece una monofora sul lato meridionale che presenta archivolto in unico blocco.
La fiancata meridionale è suddivisa da una lesena, verso l'angolo occidentale un portale preceduto da tre gradini decorato con piccole colonne con semicapitelli decorati e anch'esso con archivolto lunato con raggiera di pietre trapezoidali, la fiancata settentrionale ha una semplice lesena ma nessuna apertura.
La struttura, i materiali costruttivi e le decorazioni fanno concludere che la costruzione sia avvenuta in una sola fase e prima della metà del XII secolo.
Successivi interventi di manutenzione hanno comportato la sostituzione del soffitto a capriate, ancora presente nel 1597, con la volta in muratura e la copertura in beole, il campanile è del 1729 e ancora successive sono alcune modifiche alle aperture absidali ripristinate però in parte nel 1932.